# Quảng trường Concorde
| Quảng trường Concorde | Quảng trường Concorde |
| --------------------- | --------------------- |
|                       |                       |
| Quận                  | Quận 8                |
| Chiều dài             | 360 m                 |
| Chiều rộng            | 210 m                 |
| Khánh thành           | 1763                  |
| Đặt tên               | 1830                  |
|                       |                       |
|                       |                       |
|                       |                       |

Quảng trường Concorde (tiếng Pháp: Place de la Concorde, phiên âm tiếng Việt là Quảng trường Công-coóc)
- tiếng Việt: Quảng trường Hòa Hợp là một trong những quảng trường nổi tiếng của Pháp tại Paris, nằm ngay bên bờ sông Seine, thuộc Quận 8 ở trung tâm Paris, đầu phía đông của đại lộ Champs-Élysées, một cạnh tiếp giáp với vườn Tuileries.
Với diện tích là 8,64 hecta, đây 
là quảng trường rộng nhất Paris, đứng thứ hai tại Pháp (sau quảng trường Quinconces ở Bordeaux) và rộng thứ 11 thế giới.
Trong tạp ký "Pháp du hành trình nhật ký (năm 1922)" của nhà báo Phạm Quỳnh, thì "Place de la Concorde" được chú giải bằng tiếng Hán-Việt là "Cộng Hòa trường", vô tình đã gây ra sự nhầm lẫn đáng tiếc với "Place de la République", là một quảng trường khác cũng nằm ở Paris (cách nhau chừng 3,5 km đường đi bộ).

## Lịch sử

### TrướcCách mạng Pháp

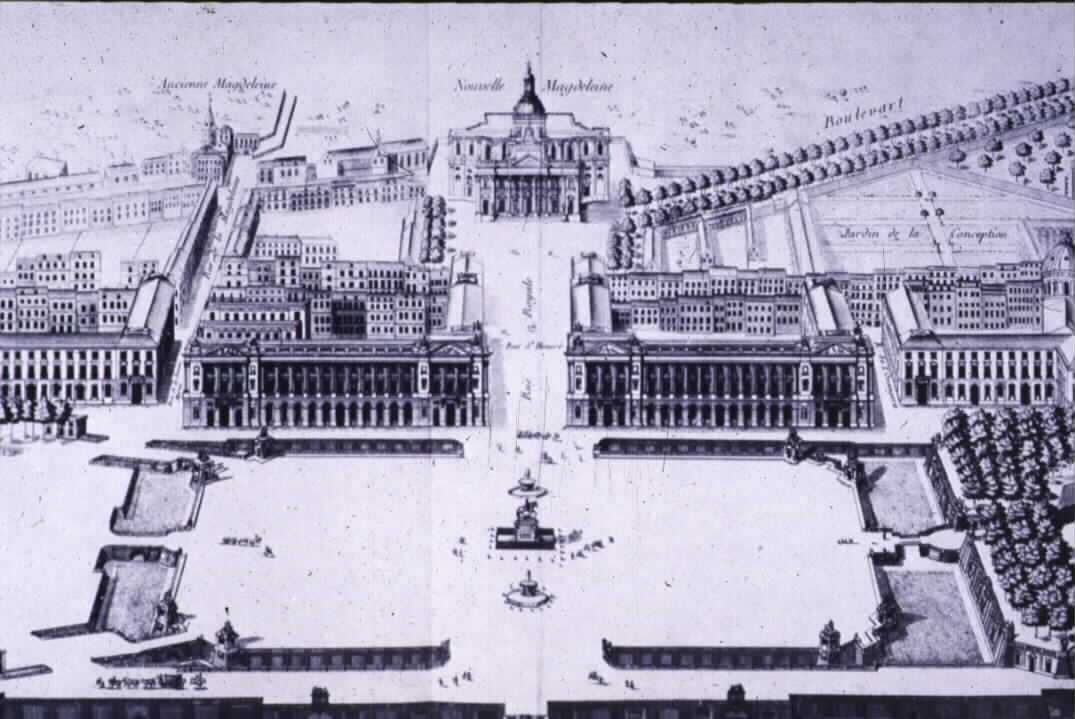
Đồ án thiết kế Quảng trường của Ange-Jacques Gabriel

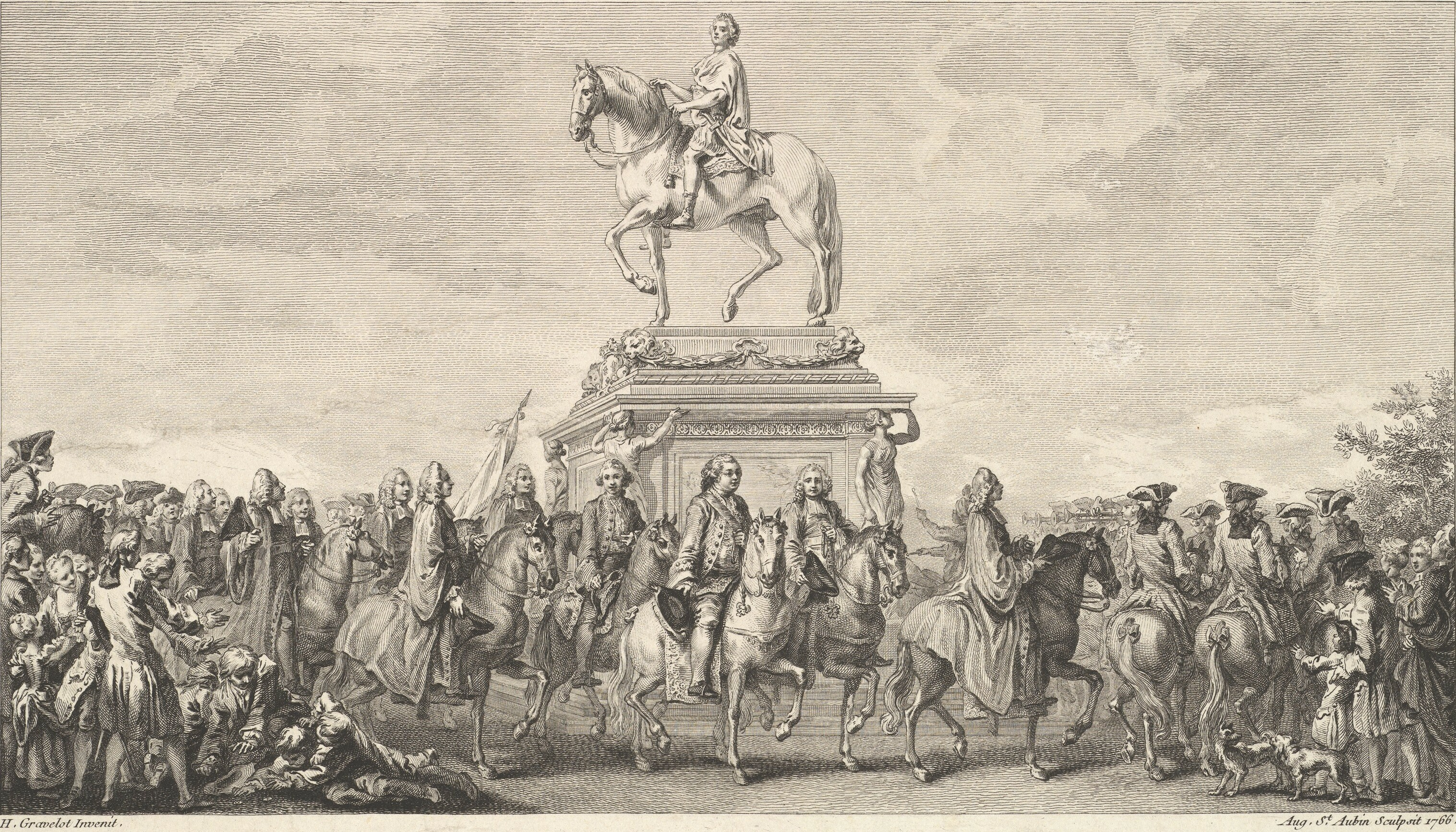
Quảng trường Louis XV (1763-1792)

Năm 1748, Thành phố Paris quyết định xây dựng một quảng trường và dựng trên đó một bức tượng vua Louis XV để chào mừng sự hồi phục của nhà vua sau cơn bạo bệnh.
Sau vài năm nghiên cứu, giải quyết các vấn đề về sở hữu đất, đến năm 1753, một cuộc thi dành cho các thành viên của Học viện Kiến trúc Hoàng gia đã được mở ra để tìm phương án quy hoạch cho quảng trường này.
Ange-Jacques Gabriel - với tư cách là kiến trúc sư trưởng của nhà vua - đã đưa ra phương án cuối cùng có sử dụng những ý tưởng hay nhất và đồ án thiết kế đã được chấp thuận vào năm 1755. Sau đó 3 năm, năm 1758, bản thỏa thuận giữa nhà vua, chính quyền thành phố Paris và những người có sở hữu đất thuộc quảng trường đã được ký kết.
Theo đồ án thiết kế của Gabriel, quảng trường có hình dạng bát giác được bao quanh, trang trí bởi hào nước có lan can. Chính giữa quảng trường là bức tượng vua Louis XV ngồi trên lưng ngựa do 2 nhà điêu khắc Edme Bouchardon và Jean-Baptiste Pigalle thực hiện.
Ngày 20 tháng 6 năm 1763, quảng trường được khánh thành và chính thức gắn biển: Place Louis XV - (tiếng Việt): Quảng trường Louis XV).
Ngày 30 tháng năm 1770, một thảm kịch đã diễn ra tại quảng trường: trong lễ bắn pháo hoa chào mừng đám cưới của hoàng tử Louis XVI và nữ đại vương công nước Áo Maria Antonia của Áo, 133 người đã chết do ngạt thở và do bị giẫm đạp khi một quả pháo hoa rơi xuống và gây nên hoảng loạn.
Mãi tới năm 1772, quảng trường mới được hoàn thiện toàn bộ với vài thay đổi so với đồ án.

### Thời kỳCách mạng Pháp (1789-1799)

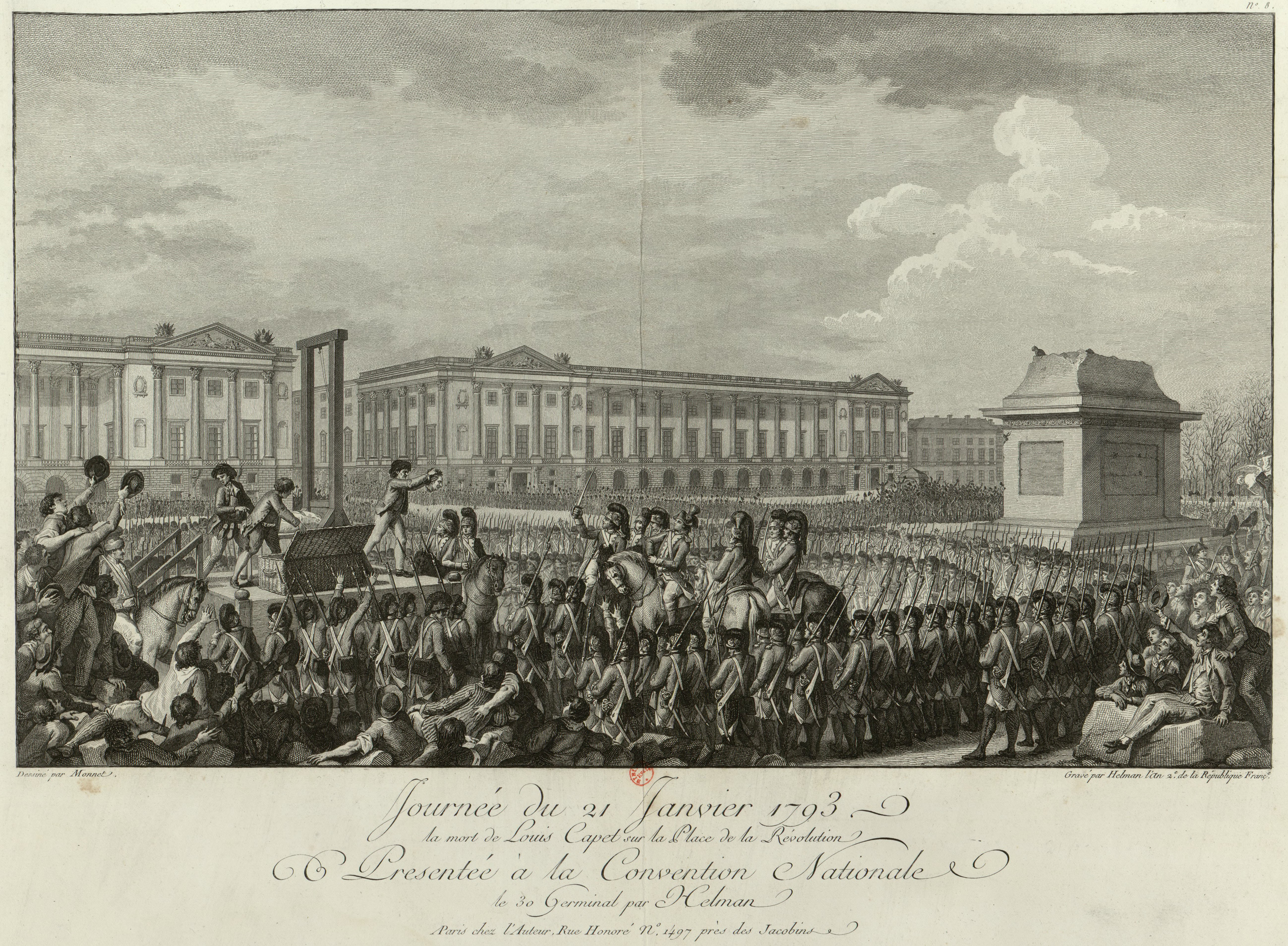
Ảnh: Lễ xử tử vua Louis XVI ngay bên cạnh bệ đỡ của tượng đài vua Louis XV trên Quảng trường.

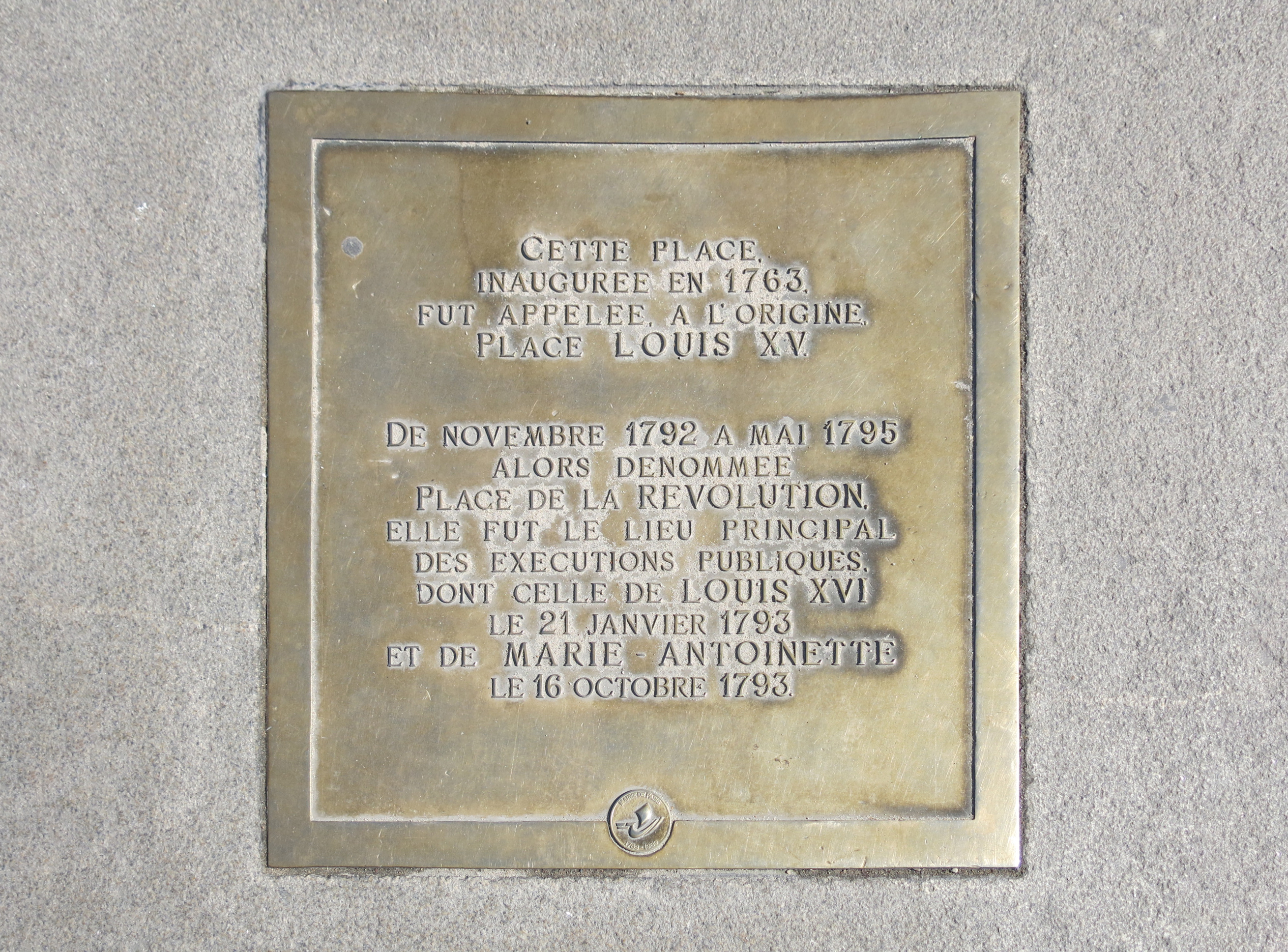
Bảng ghi nhớ sự kiện tại quảng trường với nội dung Nơi đây:• Năm 1763, khánh thành lần đầu tiên với cá tên "Quảng trường Louis XV".
• Từ tháng 11 - 1792 đến tháng 5 - 1795, được đổi tên là "Quảng trường Cách Mạng".
• Đã hành quyết công khai vua Louis XVI (vào ngày 21-1-1793) và Vương hậu Maria Antonia của Áo (vào ngày 16-10-1793) cùng hàng ngàn người khác.

Ngày 11 tháng 7 năm 1789, vua Louis XVI trục xuất vị Thượng thư duy tân Jacques Necker và tái cơ cấu lại nội  các. Quyết định này khiến những người dân Paris nổi giận. Ngày 12 tháng 7 năm 1789, đám đông biểu tình đã đụng độ với quân lính của hoàng tử Lambesc tại vườn Tuileries và ngày hôm sau họ đã tổ chức cướp phá kho tàng của hoàng gia. Ngày 14 tháng 7 năm 1789,  Khoảng 1000 người đã  kéo tới chiếm ngục Bastille, được coi là một biểu tượng của quyền lực Vương triều mà lâu nay đã bị căm ghét. Sau 4 giờ xung đột, quân nổi dậy chiếm được ngục, mặc dù có lệnh ngừng chiến để tránh sự tàn sát lẫn nhau, nhưng vị quan giám ngục ở đó và nhiều lính gác vẫn bị giết... Chiến thắng của nhân dân Paris đã thúc đẩy phong trào Cách mạng Pháp phát triển.
Cách mạng Pháp (Révolution françáie), là cuộc đại cách mạng tư sản, một sự kiện quan trọng trong lịch sử Pháp diễn ra từ năm 1789 đến 1799, khi lực lượng dân chủ và cộng hòa đã lật đổ chế độ quân chủ chuyên chế và cả Giáo hội Công giáo Rôma tại Pháp cũng đã phải trải qua nhiều thay đổi. Tuy thể chế của Pháp đã trải qua các giai đoạn cộng hòa, đế quốc, và quân chủ trong 75 năm sau khi Đệ nhất Cộng hòa bị Napoléon Bonaparte đảo chính, cuộc cách mạng này đã kết thúc chế độ phong kiến trong xã hội Pháp. Nó được xem là cuộc cách mạng mang ý nghĩa quan trọng nhất tại Pháp. Một cuộc cách mạng đã tước đi quyền lực của nhà vua và tước vị của giới quý tộc, Giáo hội bị mất đi tu viện và ruộng đất, các giám mục, thẩm phán và quan tòa được bầu lên bởi nhân dân. Cách mạng đã làm giảm xu hướng chuyên chế và đề cao sức mạnh của nhân dân, biến họ từ thần dân thành công dân. Chế độ cộng hòa và nền dân chủ gắn liền với các quyền tự do chính trị và tự do dân sự được ra đời.
Trên phạm vi toàn cầu, Cách mạng Pháp đã dẫn tới sự bùng nổ của các cuộc cách mạng dân chủ, báo hiệu sự cáo chung của chế độ phong kiến và mở đường cho chủ nghĩa tư bản phát triển tại nước Pháp và trên toàn thế giới. Khẩu hiệu "Tự do, bình đẳng, bác ái" cũng như bài hát La Marseillaise (quốc ca của Pháp) đều được ra đời từ trong cuộc Cách mạng Pháp (1789 -1799) - là một trong số những sự kiện có tầm quan trọng bậc nhất trong lịch sử nhân loại .
Ngày 11 tháng 8 năm 1792, tượng đài vua Louis XV bị kéo đổ, đập tan, chỉ còn lại bệ đỡ... Để ghi lại mốc lịch sử chói lọi của cuộc Cách mạng Pháp, quảng trường Louis XV được đổi tên mới là: Place de la  Révolution - tiếng Việt: Quảng trường Cách mạng.
Quảng trường lúc này trở thành một sân khấu đẫm máu khi máy chém được đặt tại đây, trong tổng số 2.498 người đã bị hành quyết ở Paris, thì có đến 1.119 người là bị chém đầu tại "quảng trường Cách mạng" này, trong đó có vua Louis XVI bị hành quyết vào ngày 16 - 10 - 1793 và vương hậu Maria Antonia của Áo bị hành quyết vào ngày 16 - 10 - 1793 cùng rất nhiều người nổi tiếng khác như: Công tước vùng Orléans Louis Philippe II, Nữ bá tước Barry, Charlotte Corday, Manon Roland, nhóm Girondins, Georges-Jacques Danton, Malesherbes và Antoine Lavoisier...
Tháng 8 năm 1793, một tượng đài bằng thạch cao mang tên "Tượng đài Nữ thần Tự do" được dựng lên thay thế vào chỗ bức tượng vua Louis XV chính giữa quảng trường.
Năm 1795, ở đầu đại lộ Champs-Élysées, một tác phẩm điêu khắc của Guillaume Coustou  Đàn ngựa của Marly (Chevaux de Marly) cũng đã được dựng lên.
Vào ngày 25 tháng 10 năm 1795, là ngày cuối cùng của Công ước Quốc gia (Convention nationale) hay còn gọi là "Quốc ước" và một ngày trước khi thành lập Hội đồng Đốc chính (Dierctoire), Chính phủ đã ra quyết định đổi tên "Place de la  Révolution (Quảng trường Cách mạng) thành Place de la Concorde - Tiếng Việt: Quảng trường Hoà Hợp. Điều này được xem như một cử chỉ hòa giải, hoà hợp dân tộc, làm dịu bớt sự tang thương, loạn ly của một thời kỳ đầy bạo lực.

### SauCách mạng Pháp
Được đánh dấu bằng ký ức đẫm máu về vụ bạo loạn và hành quyết hoàng gia, Quảng trường Concorde đã trở thành một vấn đề chính trị cho các chính phủ trong thế kỷ XIX.
Tượng "Nữ thần Tự do" đã bị kéo đổ và các dự án xây tượng đài Charlemagne, đài phun nước ở quảng trường cũng bị lãng quên...
Đến khi vua Louis XVIII (là vương đệ của Louis XVI và vương thúc của Louis XVII) lên trị vì nước Pháp và xứ Navarre giai đoạn 1814 - 1824, ông chủ trương cho xây dựng tại trung tâm quảng trường một tượng đài để tưởng nhớ người anh trai của mình (vua Louis XVI) - một vị vua thuộc Vương tộc Bourbon, đã tử vì đạo và hy sinh vì sự nghiệp cao cả của nước Pháp...
Sau khi vua Charles X lên ngôi (kế vị vua Louis XVIII), ông đã đặt viên đá đầu tiên vào ngày 3 tháng 5 năm 1826 cho khởi công bức tượng Louis XVI của "Dự án" và gắn biển cho Quảng trường cái tên mới: Place Louis XVI  - Tiếng Việt: Quảng trường Louis XVI. Song  "Dự án" cùng bức tượng này đã không bao giờ có thể thành hiện thực, bởi vì chỉ ít năm sau đó đã xảy ra cuộc "Cách mạng Tháng Bảy".

### Cách mạng Tháng Bảy(năm 1830)

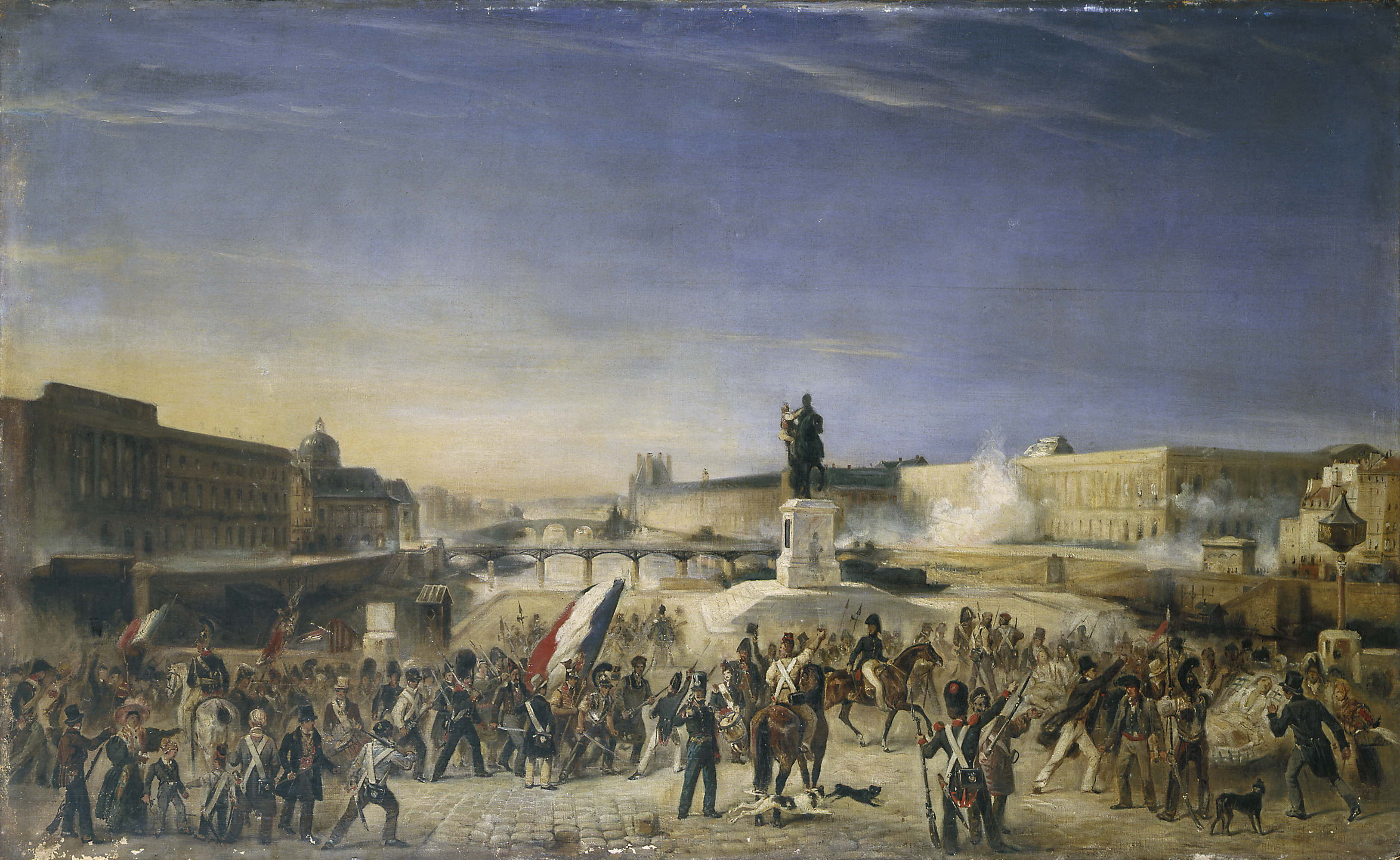
Tấn công Louvre (ngày 29 tháng 7) và Chiến thắng của phe khởi nghĩa <Ảnh: Bảo tàng Carnavalet>

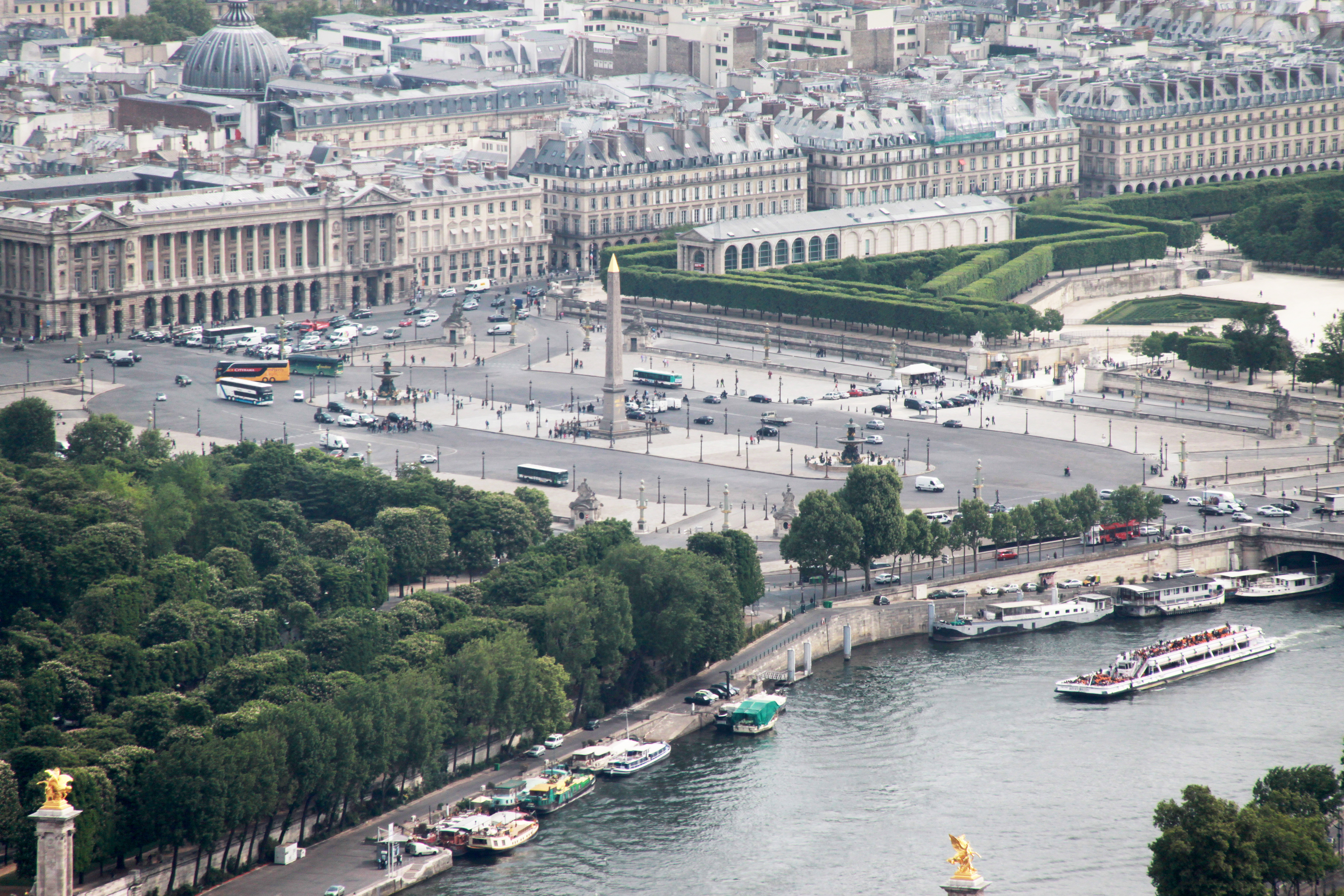
Cách mạng Tháng Bảy (năm 1830) đã trả lại cho Quảng trường cái tên: "Place de la Concorde" (Quảng trường Hoà Hợp) - vẫn còn nguyên tính nhân văn và thời đại. <Ảnh: Toàn cảnh Quảng trường nhìn từ tháp Eiffel - tháng 10/2013>

Cách mạng Tháng Bảy (năm 1830) còn được gọi với những cái tên khác như:
- "Cách mạng Pháp lần thứ hai "
- "Ba ngày vinh quang" (Trois Glorieuses).

Đây là cuộc cách mạng diễn ra chủ yếu tại Paris, trong ba ngày của tháng 7 năm 1830 dưới thời Bourbon phục hoàng được khái quát:
- Ngày thứ nhất (ngày 27 tháng 7): Từ nổi loạn tới khởi nghĩa.
- Ngày thứ hai (ngày 28 tháng 7): Cách mạng nhân dân.
- Ngày thứ ba (ngày 29 tháng 7): Chiến thắng của phe khởi nghĩa.
Cuộc cách mạng Tháng Bảy 1830 diễn ra chỉ trong thời gian ba ngày ngắn ngủi, nhưng đã có hơn ngàn người thiệt mạng, gồm 200 lính hoàng gia và hơn 800 người nổi dậy. Tuy chưa chấm dứt nền quân chủ, nhưng đem lại cho nước Pháp một nền Quân chủ mới.
Dưới nền Quân chủ tháng Bảy, các cuộc bạo loạn vẫn kéo dài liên tục, đặc biệt vào những ngày mồng 5, 6 và 7 tháng 6 năm 1832, đã  có cuộc nổi dậy nhân dịp đám tang tướng Jean Maximilien Lamarque khiến 800 người chết. Cuộc nổi dậy Canuts vào các ngày từ 9 tới 15 tháng 4 năm 1834 ở Lyon cũng có tới 600 người hy sinh.
- Cách mạng Tháng Bảy (năm 1830) đã khởi đầu cho một loạt các cuộc nổi dậy khác ở châu Âu ngay trong những năm của thập kỷ 1830. Nước Anh đã công nhận nền Quân chủ tháng Bảy, các nước Áo, Phổ cũng quyết định không can thiệp... Điều này trở thành tiền đề cho nhiều cuộc cách mạng, khởi nghĩa sau đó tại Ý, Đức, Bỉ và Đông Âu... mà cao trào là "Cách mạng 1848" (năm 1848) hay còn gọi là "Mùa xuân của các dân tộc"[4] ở các nước Pháp, nước Đức, Đế quốc Áo, Vương quốc Hungary, nước Ý, Đan Mạch, Wallachia, Ba Lan và nhiều xứ khác của châu Âu.
- Thắng lợi vẻ vang của cuộc Cách mạng Tháng Bảy (năm 1830) hay còn gọi là "Cách mạng Pháp lần thứ hai" được nước Pháp một lần nữa khẳng định thắng lợi vĩ đại của cách mạng bắt nguồn từ tinh thần hoà giải, hoà hợp dân tộc, tinh thần đó tiếp tục gắn kết mọi tầng lớp trong xã hội Pháp đoàn kết thành một khối thống nhất, họ đã đồng tâm quên mình và xả thân, làm nên "Ba ngày vinh quang" mang lại nền Quân chủ tháng Bảy, mở ra một tương lai xán lạn cho nước Pháp và châu Âu với nền Cộng hoà rộng mở... Để khẳng định sự tôn vinh tinh thần Hoà hợp dân tộc (esprite de concorder nationale), Cách mạng Tháng Bảy đã trả lại cho Quảng trường cái tên (từ năm 1795) vẫn còn nguyên tính nhân văn và thời đại: Place de la Concorde - tiếng việt: Quảng trường Hoà Hợp, (Concorde: trong tiếng Việt có nghĩa là: hòa hợp; sự hoà thuận và hợp tác).

### SauCách mạng Tháng Bảy(năm 1830)

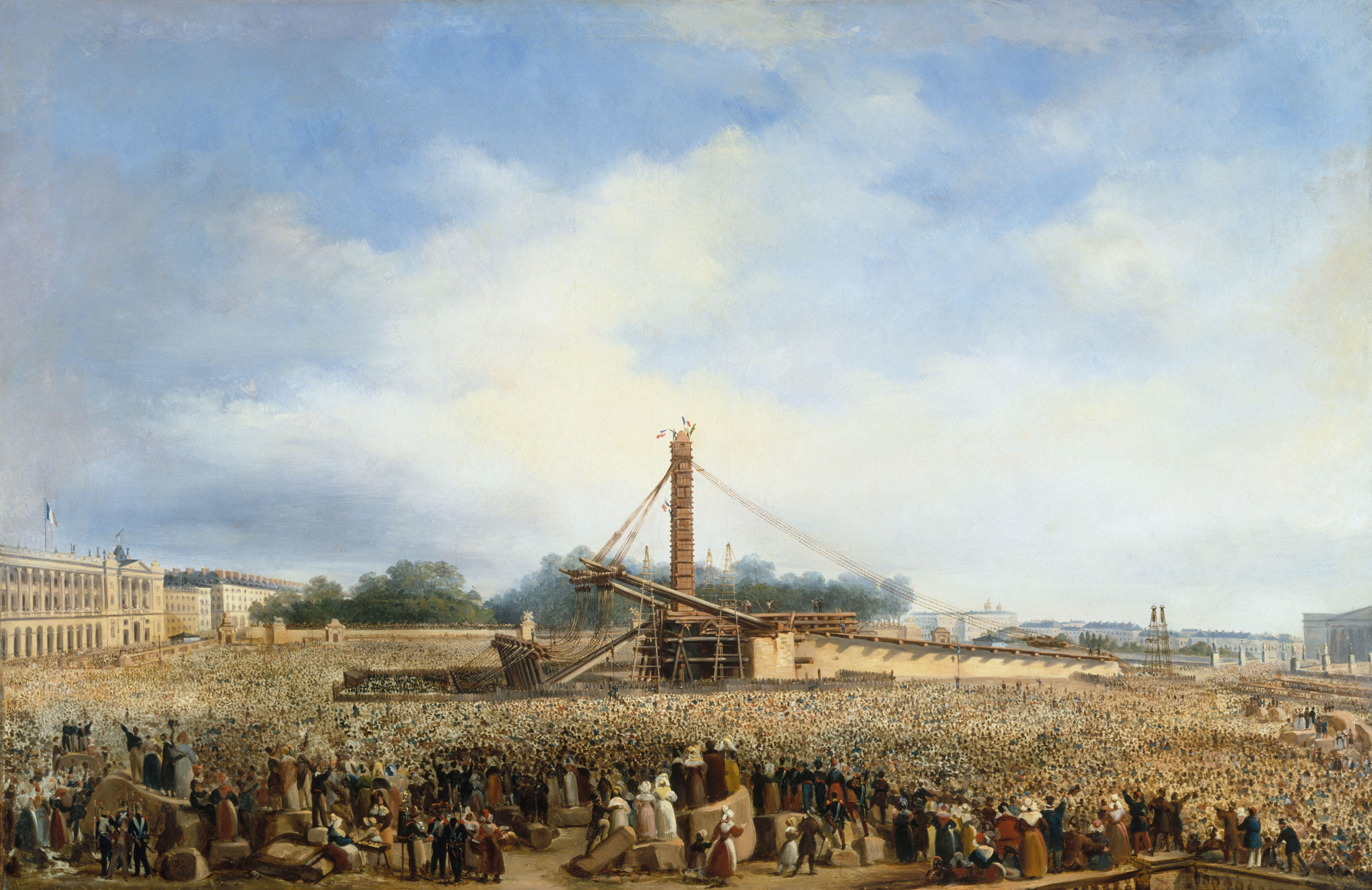
Lễ dựng cột tháp Obélisque tại quảng trường Concorde ngày 25 tháng 10 năm 1836

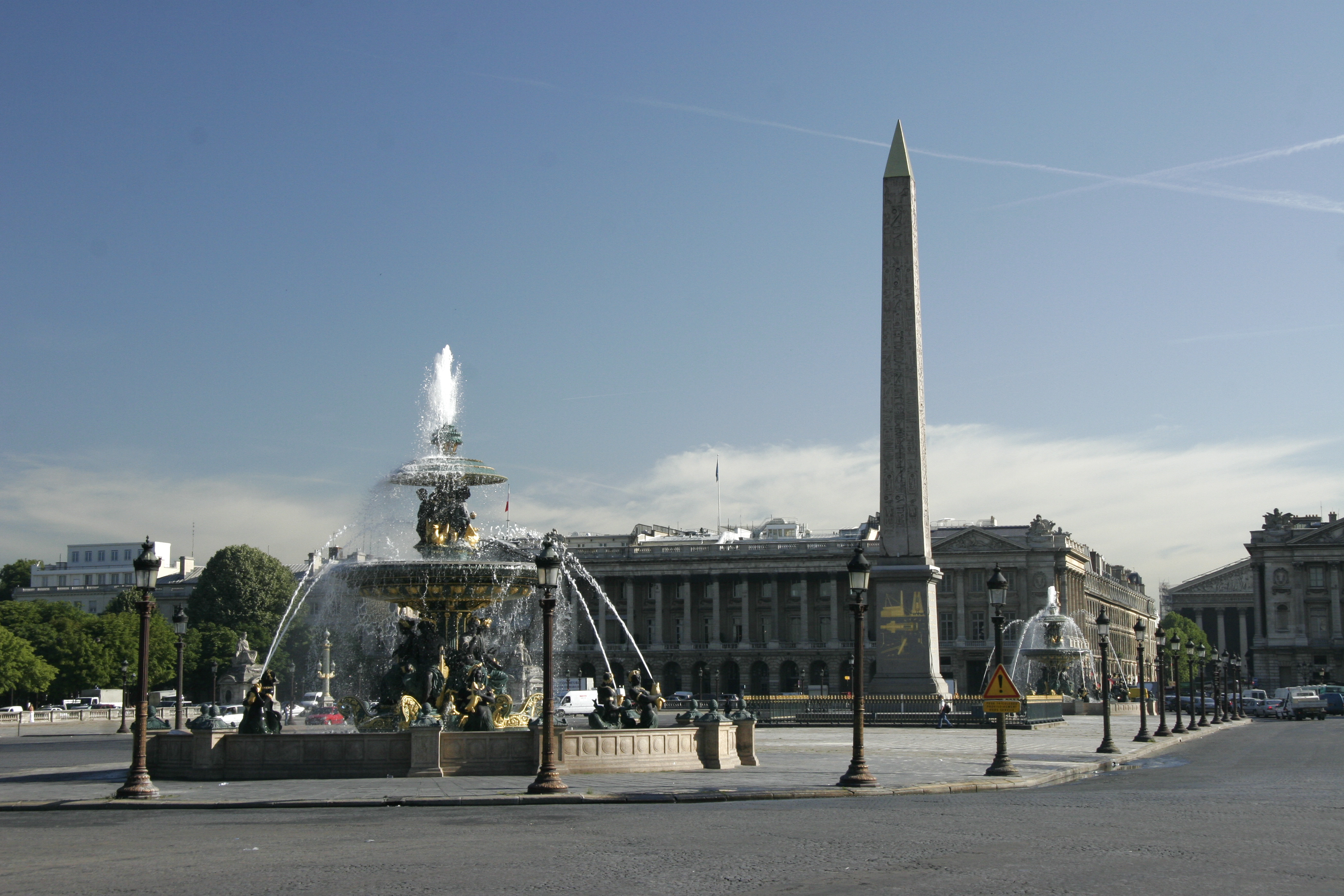
Cột tháp Obélisque tại quảng trường Concorde ngày nay

• Năm 1831, vị phó vương Ai Cập - Muhammad Ali - đã biếu tặng cho nước Pháp hai chiếc cột đá Obélisque dưới thời vua Ramesses II của đền Luxor tại Thebes, Ai Cập (nên nó còn gọi là cột Luxor). Sau 2 năm 9 tháng vận chuyển, tháng 12 năm 1833, chiếc cột đá đầu tiên đã được chở về đến Paris theo lệnh của vua Louis-Philippe I và ngày 25 tháng 10 năm 1836, nó đã được làm lễ dựng lên giữa quảng trường (đúng vào nơi từng đặt tượng vua Louis XV cưỡi ngựa đã bị kéo đổ) trước sự chiêm ngưỡng của hơn 20.000 người và cho đến khi chiếc cột đá đã hoàn toàn đứng thẳng, nhà vua mới xuất hiện trên ban công trong tiếng reo mừng của đám đông dân chúng.
Cột đá có hình trụ và đỉnh được đẽo thành hình kim tự tháp, cột "benben" – theo tiếng Ai Cập cổ mang ý nghĩa "đứng thẳng và tỏa sáng" – tượng trưng cho tia sáng mặt trời hằn trong đá, được dựng lên để thờ thần Mặt Trời Amun Re. Cột đá Obélisque linh thiêng đã cho nước Pháp thêm một "biểu tượng của sức mạnh ".

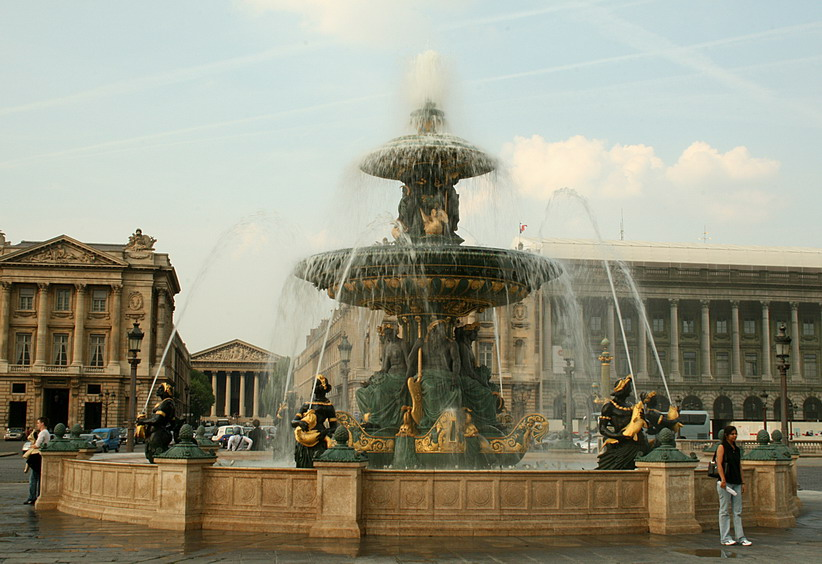
Đài phun nước tại quảng trường Concorde

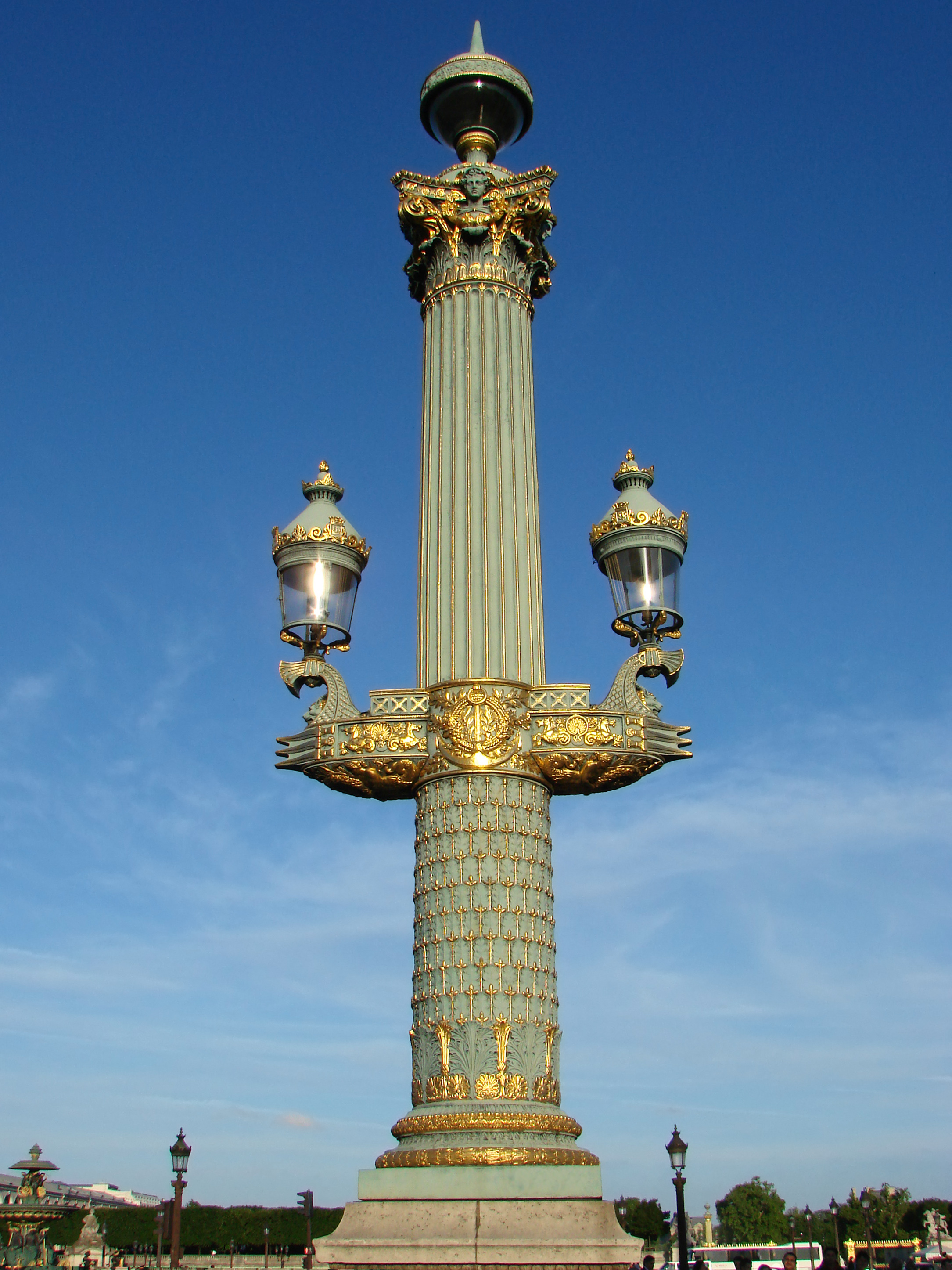
Cột đèn được trang trí hình mũi tàu chiến

• Từ năm 1833 đến 1846, kiến trúc sư Jacques Ignace Hittorff vẫn giữ nguyên theo ý tưởng chính của Gabriel. Ông đã cho xây dựng hai đài phun nước ở hai phía bên cạnh chiếc cột đá và khánh thành ngày 1 tháng 5 năm 1840. 18 cột đèn trang trí hình mũi tàu chiến đặt xung quanh quảng trường đã được xây dựng và hoàn thành vào năm 1846.
• Hào nước trên quảng trường tạo thành một hình bát giác, tại mỗi góc có dựng một bức tượng, tượng trưng cho một thành phố lớn của nước Pháp, bao gồm: Brest, Bordeaux, Lille, Nantes, Marseille, Lyon, Strasbourg và Rouen. Song đến năm 1854, hào nước này đã được lấp đi để phục vụ cho tiện ích giao thông trên quảng trường.
• Ngày 6 tháng 2 năm 1934, cuộc biểu tình của Liên minh cực hữu Pháp và các cựu chiến binh thuộc hiệp hội Chữ thập lửa (Croix-de-feu) đã xảy ra tại quảng trường để chống lại chính phủ Edouard Daladier khi chính phủ này bị cho là dính líu đến hàng loạt vụ tham nhũng. Nhóm biểu tình đã đụng độ với cảnh sát và kết quả là 16 người chết, hơn 500 người biểu tình và 254 cảnh sát bị thương.
• Năm 1937, cột đá Luxor được Chính phủ xếp hạng di tích lịch sử.
• Thông thường vào ngày 14 tháng 7 hàng năm, dưới chân cột đá Obélisque là khán đài của Tổng thống, chính phủ và quan khách để tham dự lễ diễu hành chào mừng Quốc khánh Pháp.
• Ngày 14 tháng 7 năm 1979, Jean-Michel Jarre đã tổ chức một buổi hòa nhạc lớn tại đây.
• Năm 1981, chính phủ Pháp chính thức thông báo không đưa về Pháp mà xin cảm ơn và trả lại cho Ai Cập cột đá thứ hai đã được hứa tặng, vậy là cột đá đó vẫn còn ở nguyên vị trí cũ trước đền Luxor ở Ai Cập.
• Ngày 1 tháng 12 năm 1993, nhân ngày Quốc tế phòng chống SIDA, tổ chức Act Up đã trùm lên cột đá obélisque một chiếc bao cao su khổng lồ dài tới 30m để tưởng nhớ các nạn nhân của Sida.
• Năm 2000, Alain Robert, một chuyên gia leo các tòa tháp cao bằng tay không, đã leo đến đỉnh tháp đá obélisque bằng hai tay không mà không cần các phượng tiện bảo hiểm.
• Ngày 6 tháng 5 năm 2007, quảng trường được sử dụng để tổ chức lễ ăn mừng chiến thắng trong cuộc tranh cử Tổng thống Pháp của Nicolas Sarkozy - vị Tổng thống thứ sáu của Đệ Ngũ Cộng hòa Pháp.
•  Ngày nay quảng trường Concorde là điểm đích, kết thúc cho cuộc đua xe đạp Tour de France hàng năm. Người chiến thắng sẽ được nghỉ lại tại khách sạn Crillon lừng danh, một trong những khách sạn lâu đời và thanh lịch nhất Paris nằm ở phía bắc của quảng trường.
• Một quảng trường có tới 4 cái tên, nhưng chỉ trong một thời gian ngắn chưa đầy ⅔ thế kỷ (1763-1830) đã được thay đi đổi lại nhiều lần, điều này phản ánh một giai đoạn bất ổn về chính trị của xã hội Pháp. Đặc biệt kể từ khi nổ ra Cách mạng Pháp vào năm 1789 đến Cách mạng tháng bảy năm 1830. Mỗi lần có thêm một dấu ấn sâu đậm của tiến trình lịch sử nước Pháp là Quảng trường lại được thay bằng một cái tên khác. Một loạt các sự kiện bi tráng có ý nghĩa lịch sử to lớn, đã diễn ra tại đây.
•  Nếu như nước Mỹ tự hào có Quảng trường Time (Thời đại), nước Anh tự hào với Quảng trường Trafalgar thì nước Pháp cũng nổi danh với "Quảng trường Concorde".
• Quảng trường Concorde nổi tiếng không chỉ bởi nó rộng lớn với những công trình kiến trúc hoành tráng giữa lòng thành phố Paris, mà nơi đây đã từng chứng kiến bao thăng trầm lịch sử của Cách mạng Pháp trong gần ba thế kỷ qua. Lịch sử đã bốn lần gắn tên cho quảng trường và rồi đọng lại một cái tên mang đầy tính nhân văn và thời đại, mãi mãi tôn vinh tinh thần hoà hợp dân tộc, nền tảng thành công cho những cuộc cách mạng, làm nên một nước Pháp hùng cường ngày nay.

## Kiến trúc

### Cột đá Obélisque

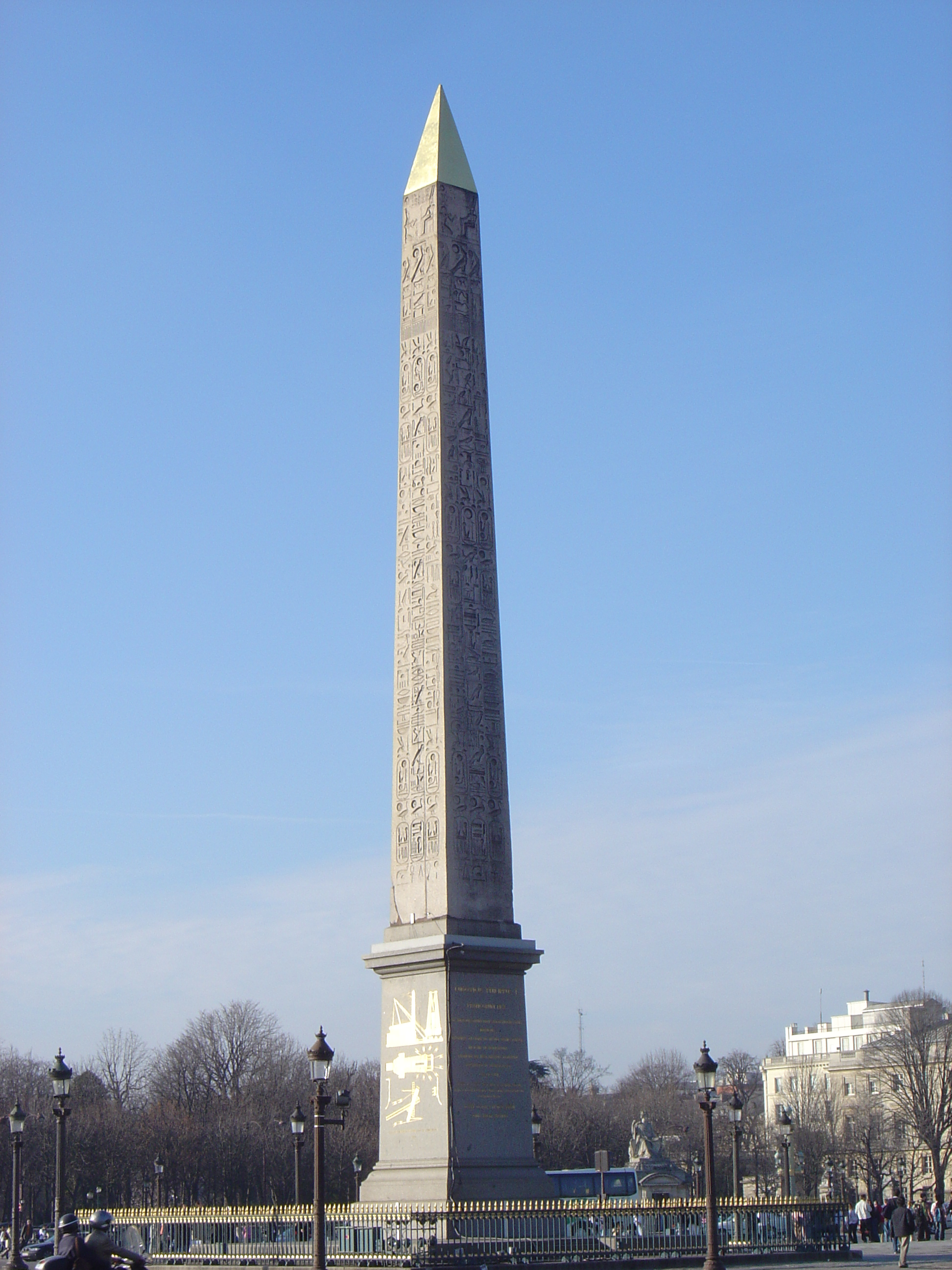
Cột đá Obélisque là biểu tượng của sức mạnh tại trung tâm Quảng trường Concorde

Cột đá Obélisque là một trong hai chiếc cột đá Ai Cập từ đền Luxor đã được vị Phó vương Ai Cập Muhammad Ali tặng cho nước Pháp vào năm 1831.
Chiếc cột hơn 3.300 năm tuổi này (từ thế kỷ XIII trước Công Nguyên) có chiều cao 22,86 mét, nặng 227 tấn, được tạc nguyên khối từ đá syenite hồng, bốn mặt được tạc chìm các chữ tượng hình Ai Cập cổ thể hiện các vinh quang của pharaon Ramesses II.
Năm 1998, theo đề xuất của nhà Ai Cập học Christiane Desrochers-Noblecourt, cột Obélisque được trùng tu phần chóp nhọn, hình kim tự tháp có chiều cao 3,5 mét, chóp nhọn này đã được làm bằng đồng và mạ vàng theo đúng truyền thống cổ đại, dưới sự tài trợ của Pierre Bergé và Yves Saint-Laurent.
• Chiếc cột đá được đặt chính giữa quảng trường được đặt trên một bệ đỡ cao 9 mét, tháp Luxor trở thành điểm giao giữa hai trục quan trọng, người ta gọi đó là "trục lịch sử" (axe historique):
- Trên trục bắc-nam, cột đá nằm giữa điện Bourbon (trụ sở Hạ Viện Pháp) và Hôtel de la Marine (từng là trụ sở của Hải Quân Pháp), nơi quyết định và thực hiện quá trình vận chuyển cột đá từ Ai Cập về Paris.
- Trên trục đông – tây lịch sử của Paris (đường hoàng gia – voie royale), từ điện Louvre qua vườn hoa Tuileries đến đại lộ Champs-Elysées và Khải Hoàn Môn.
• Xung quanh quảng trường được bố trí 18 cột đèn được trang trí hình mũi tàu chiến.

### Đài phun nước

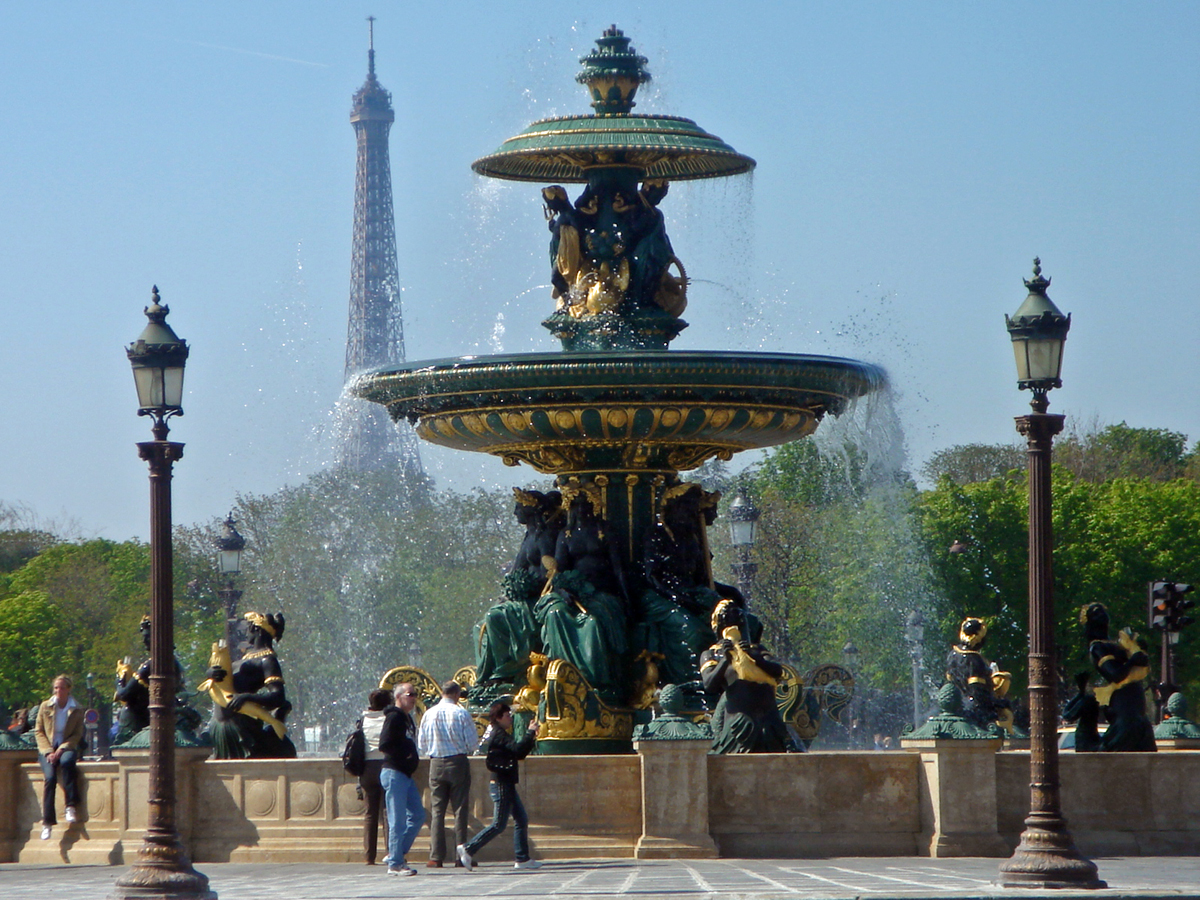
Phần đài phun chính và các bức tượng Néréide và Triton

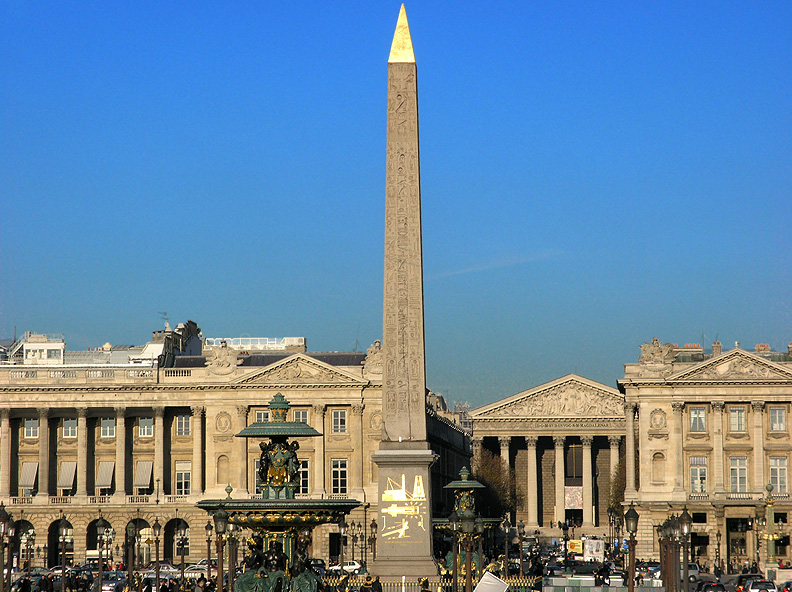
Hai đài phun nước bên cạnh Cột đá Obélisque

Hai đài phun nước tại quảng trường  được lấy cảm hứng từ phong cách tân cổ điển của Ý, đã được thi công từ năm 1835 đến năm 1840 theo đồ án của Jacques Ignace Hittorff cùng sự tham gia của nhiều nghệ sĩ điêu khắc và tạo hình, là các tác phẩm được mô phỏng theo các đài phun của Quảng trường Saint-Pierre, thành phố Roma. Ngày 1 tháng 5 năm 1840, cả hai đài phun nước cùng được khánh thành bởi thị trưởng Rambuteau và được đặt tên là "Đài phun nước của đại dương và các dòng sông" (La fontaine des Mers và La fontaine des Fleuves)- để tôn vinh thành tựu đạt được trong việc phát triển của giao thông đường biển và đường sông.
Đài phun nước của các dòng sông (La fontaine des Fleuves) nằm ở phía bắc tượng trưng cho hai con sông lớn Rhin và Rhône và còn là biểu tượng cho sự bội thu lúa mì và nho. Đài phun nước của các đại dương (La fontaine des Mers) tại phía nam của quảng trường tượng trưng cho biển Địa Trung Hải, Đại Tây Dương và nghề đánh bắt cá biển. Bồn nước được làm bằng đá cẩm thạch mài bóng và đáy được trát một lớp xi măng roman. Phần đài phun, các bức tượng và họa tiết trang trí thì được làm từ gang đúc sẵn và được sơn theo phương pháp sơn mạ đồng mới. Lớp da của các bức tượng có màu nâu sẫm, quần áo màu xanh lá cây sẫm còn các vật dụng cũng như các họa tiết thì được mạ vàng.
Trong quá trình tồn tại, hai đài phun nước đã trải qua rất nhiều cuộc bảo dưỡng, tu bổ. Lớp sơn bị hỏng năm 1884 đã được sơn lại song lớp mạ vàng ở phần loe chính giữa của đài đã không còn giữ được. Sự phá hủy bởi quá trình ăn mòn kim loại đã khiến cho thành phố phải quyết định tháo dỡ đài phun nước xuống để bảo dưỡng bằng phương pháp điện hóa học năm 1861. Thời gian sau đó, do hư hỏng quá nặng, đài phun nước đại dương đã được tháo dỡ xuống một lần nữa để trùng tu, những phần bị vỡ hỏng đã được đúc làm lại năm 1871 và 1872. Lần này, cả hai đài phun được bảo quản theo phương pháp điện phân.
Hai đài phun này cùng với quảng trường đã được Chính phủ xếp hạng di tích lịch sử. Trước đó, năm 1932, Các bức tượng Néréide và Triton bằng gang đã được thay thế bằng đồng và trong khoảng năm 1951 và 1955, phần phun nước giữa của cả hai đài cũng được trùng tu lại. Sau đó, phải đến năm 1998, Etienne Poncelet - kiến trúc sư trưởng về bảo tồn các công trình kiến trúc lịch sử - đã đưa ra dự án trùng tu toàn bộ hai đài phun nước được thành phố phê chuẩn, đã  khởi công năm 2000 và  hoàn thành năm 2002.

### Tượng điêu khắc

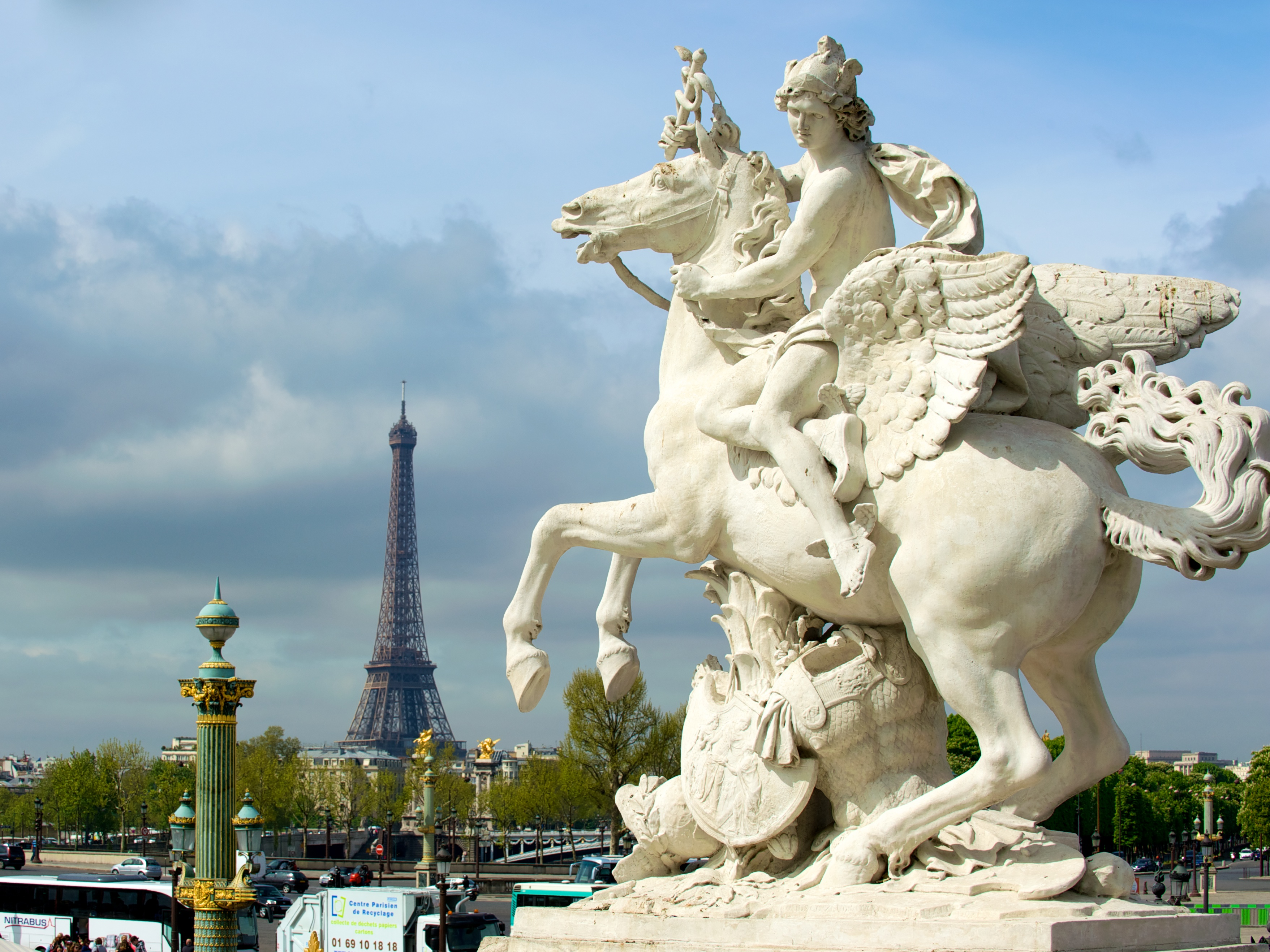
Vị Thần Sao Thủy (Mercury) cưỡi ngựa có cánh

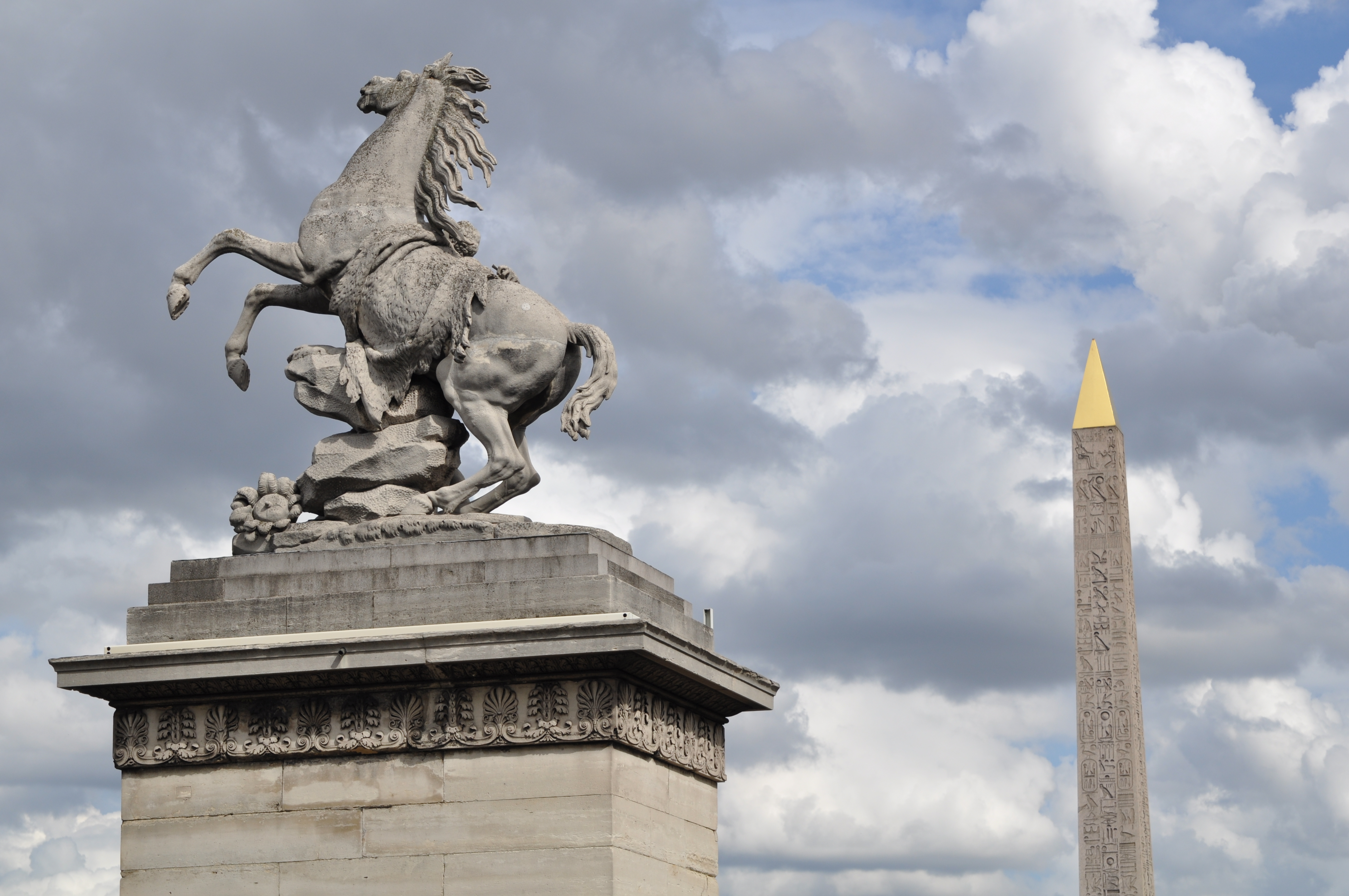
Ngựa của Marly

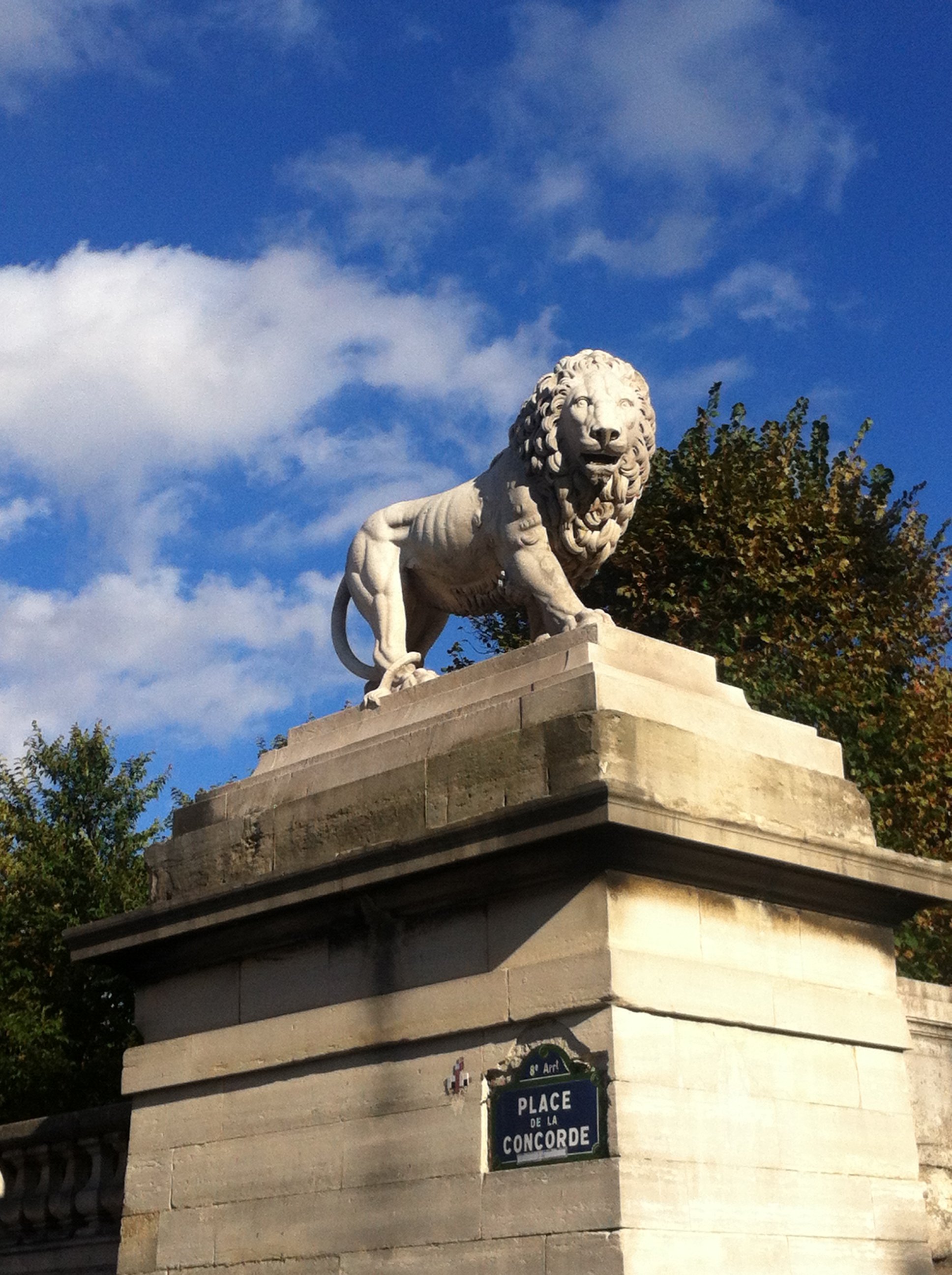
Sư tử của G. Franchi

Những bức tượng điêu khắc nổi tiếng được đặt trên quảng trường và vườn Tuileries như: Vị Thần Sao Thủy (Mercury) cưỡi ngựa có cánh; Ngựa của Marly; Sư tử của G. Franchi...
Năm 1794, hai nhóm tượng điêu khắc nổi tiếng vị thần Sao Thủy (Mercury) cưỡi trên lưng con ngựa có cánh (Pegasus) của Antoine Coysevox thực hiện được chuyển vào đặt tại vườn Tuileries.
Thế vào chỗ những nhóm tượng này là những bức tượng đàn ngựa nổi tiếng của điêu khắc gia Guillaume Coustou, nhưng sau đó nó lại được chuyển đến đặt tại đầu đại lộ Champs-Elysées.
Ngày nay, bốn nhóm tượng được đặt tại quảng trường (hai tác phẩm của Coysevox tại phía Tuileries và của Coustou phía Champs-Elysees) đều là những bản sao, còn những bản chính hiện đang được bảo quản, giữ gìn tại bảo tàng Louvre.
Ngoài các nhóm tượng trên, trong khoảng thời gian từ 1835 đến 1838, tại tám góc hình bát giác của quảng trường còn có đặt tám tượng đài để tượng trưng cho những thành phố lớn của Pháp, dưới chỉ đạo của Hittorf và được hoàn thành bởi các nghệ sĩ điêu khắc: Jean-Pierre Cortot, Louis-Denis Caillouette, Pierre Petitot, James Pradier.

Tượng đài của các thành phố
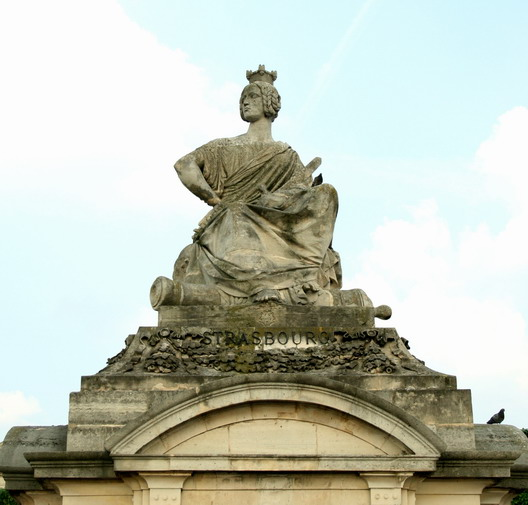
Bức tượng Strasbourg
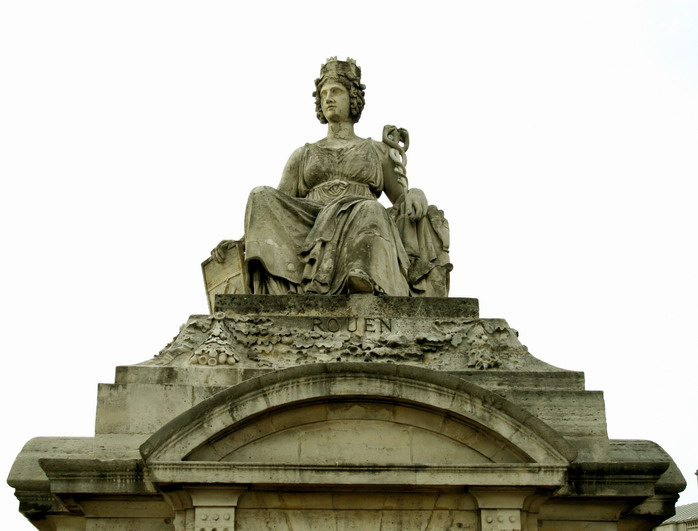
Bức tượng Rouen
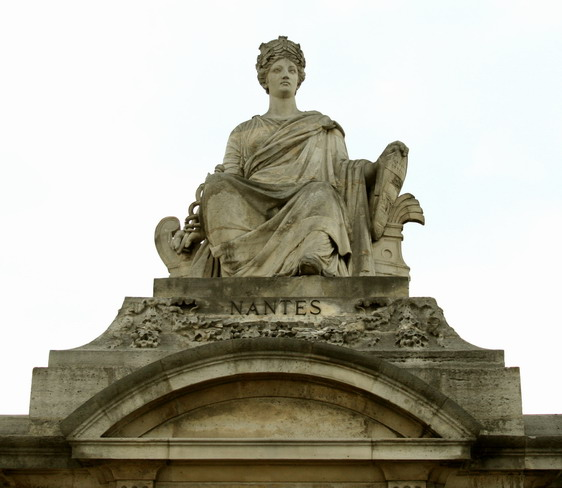
Bức tượng Nantes
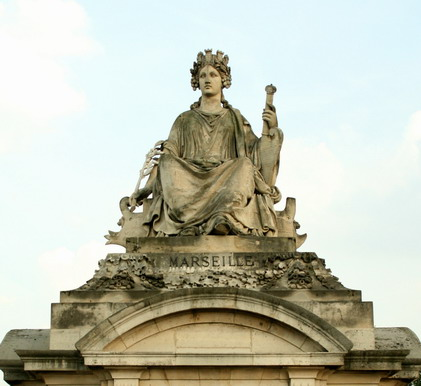
Bức tượng Marseille
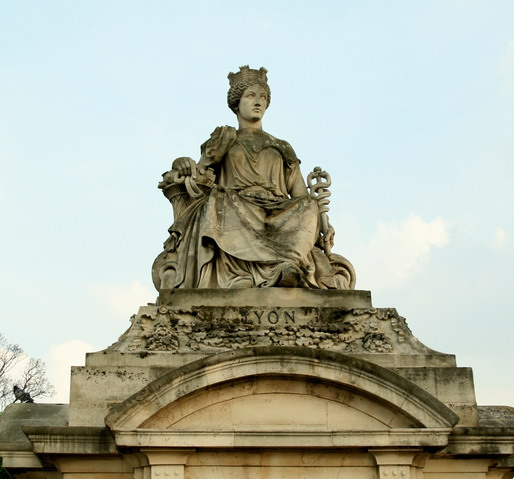
Bức tượng Lyon
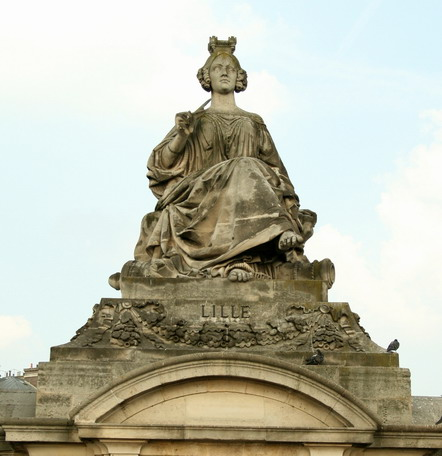
Bức tượng Lille
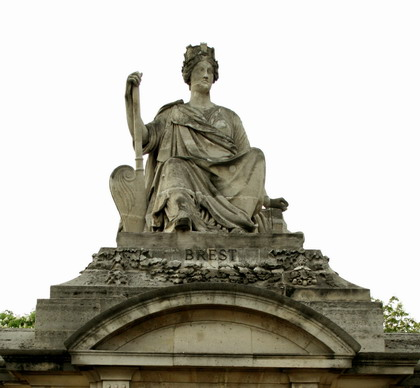
Bức tượng Brest
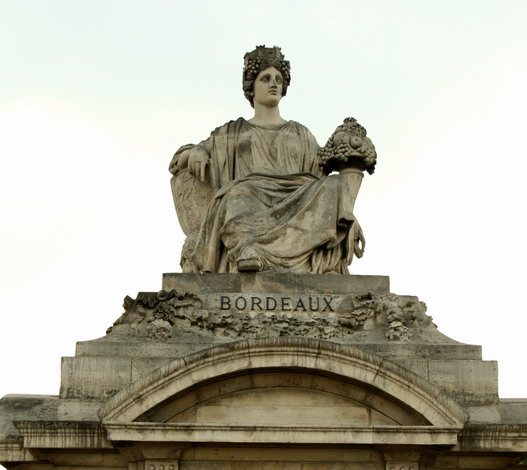
Bức tượng Bordeaux

### Các tòa nhà
Ở phía bắc, hai tòa nhà lớn được xây bằng đá trắng giống hệt nhau, được ngăn cách bởi phố Royale là điểm kết của không gian quảng trường. Hai công trình này tiêu biểu cho kiến trúc thế kỷ 18. Mặt tiền của công trình được Gabriel thiết kế và xây dựng trong khoảng từ năm 1766 đến 1775 với hàng cột được phỏng theo những nét chính của hàng cột bảo tàng Louvre với các đế và mũ cột to, chắc chắn, các chi tiết vòng hoa trang trí hình oval...
Tòa nhà phía đông trước đây thuộc quyền sở hữu của Hoàng gia, là tòa nhà bảo quản và trưng bày các đồ đạc của hoàng gia. Từ năm 1789, nó trở thành văn phòng của Bộ Hàng hải dưới sự lãnh đạo của Đô đốc Decrès. Tòa nhà được gọi là Trụ sở Bộ Hàng hải này đã được xây dựng theo quy hoạch của Gabriel dưới sự chủ trì của Jacques-Germain Soufflot.

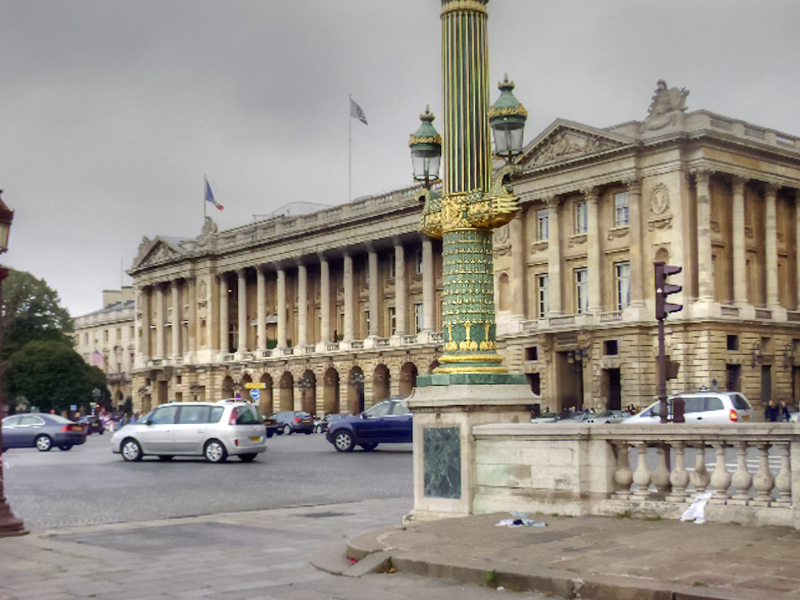
Khách sạn Coislin (nhìn từ Quảng trường)

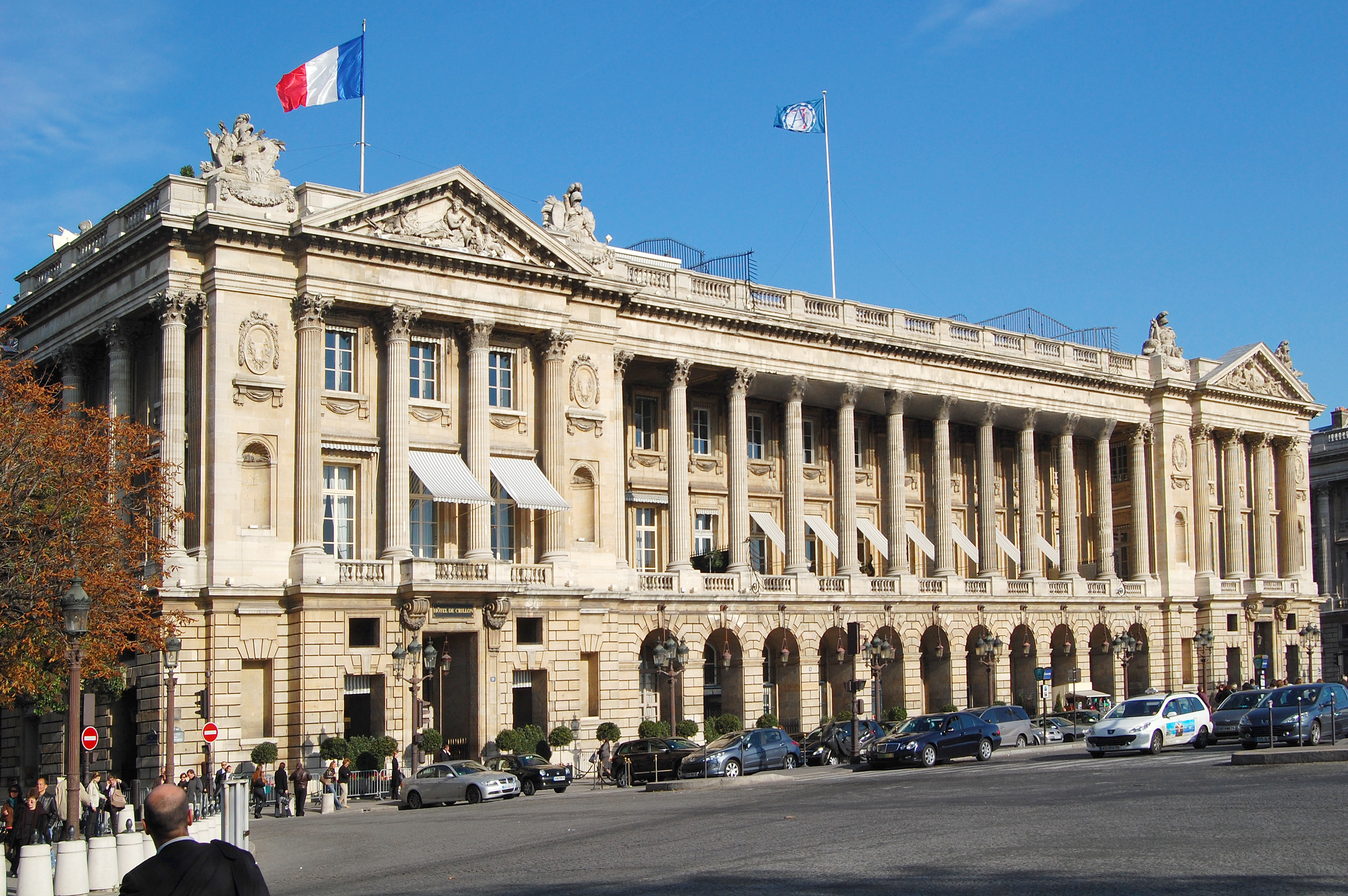
Khách sạn Crillon (nhìn từ Quảng trường)

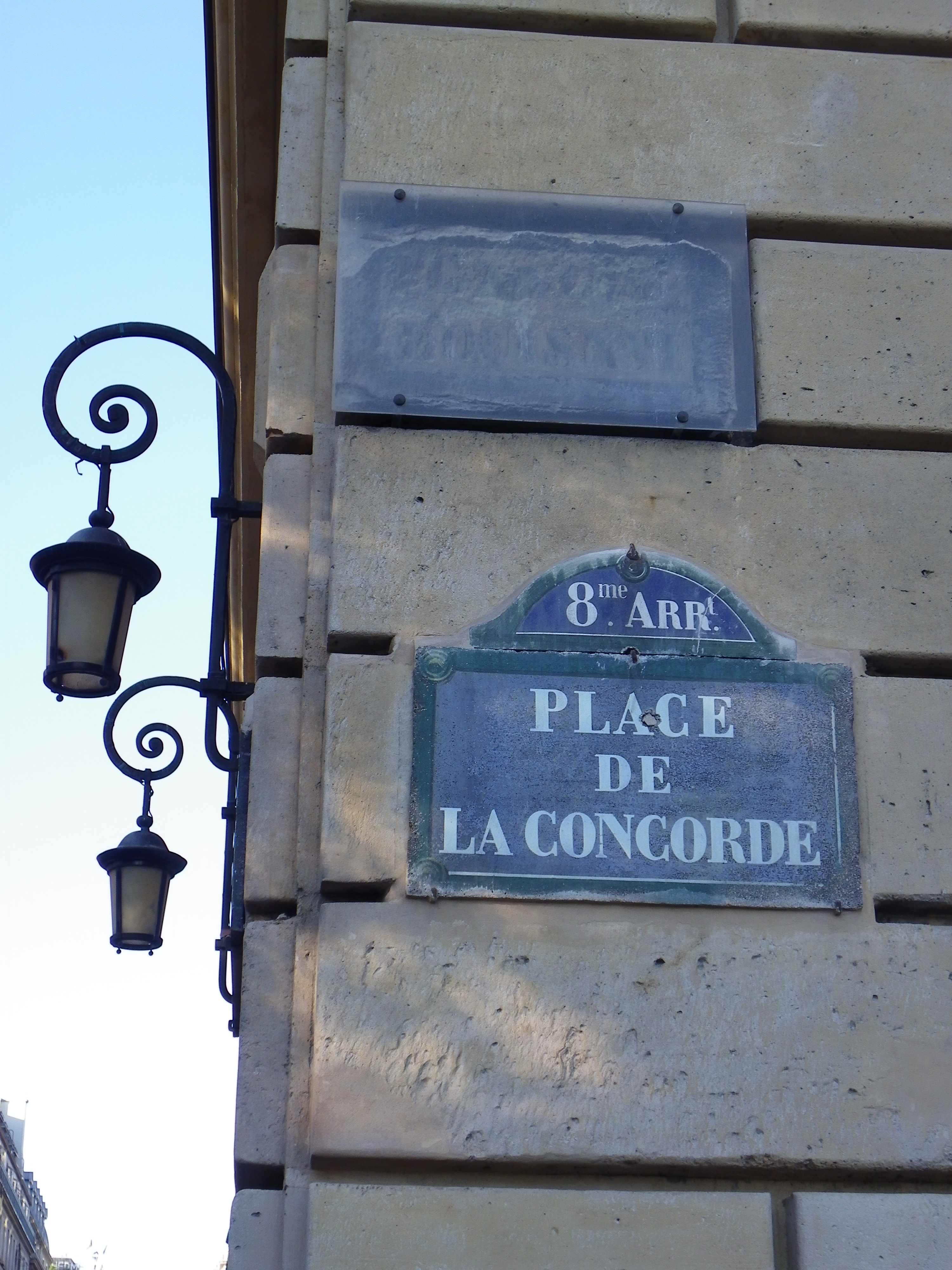
Bên góc tường của toà khách sạn Crillon, ở phía trên tấm biển: "Place de la Concorde", nay vẫn còn lưu lại tấm biển lịch sử: "Place Louis XVI" được gắn lên từ 2 thế kỷ trước (năm 1826)

Tòa nhà phía tây trước đây theo dự án tiến hành năm 1768 sẽ được xây dựng để làm trụ sở đúc tiền mới song đã bị dừng lại với lý do ở đây quá xa trung tâm giao dịch - kinh doanh và được chuyển sang địa điểm xây dựng mới ở Quai de Conti.
Mảnh đất phía sau mặt tiền với hàng cột theo ý tưởng của Gabriel đã được chia ra làm bốn lô đất, phục vụ để xây những khách sạn riêng biệt:
• Khách sạn Coislin , nằm phía đường Royale,  được xây dựng vào năm 1770 bởi kiến trúc sư Ange-Jacques Gabriel với sự ủy thác của Marie-Anne de Mailly-Rubempré, Marquise de Coislin. Vào ngày 6 tháng 2 năm 1778, đây là nơi Pháp và Hoa Kỳ đã ký kết các hiệp ước hữu nghị và liên minh đầu tiên. Để tưởng nhớ sự kiện này, một tấm bảng có thể nhìn thấy trên tòa nhà ở góc Quảng trường Concorde và Rue Royale có ghi:
"Tại khách sạn này, vào ngày 6 tháng 2 năm 1778, Conrad A. Gérard, thay mặt cho Louis XVI, Vua Pháp, cùng Benjamin Franklin, Silas Deane, Arthur Lee thay mặt cho Hoa Kỳ, đã ký Hiệp ước Hòa bình vĩnh cửu,  Liên minh và hỗ trợ quân sự, đồng thời Pháp là quốc gia đầu tiên công nhận nền độc lập của Hoa Kỳ ".
Hôtel de Coislin được chuyển đổi thành văn phòng vào năm 1920 bởi Société Maritime des Pétroles và tiếp theo là các trụ sở công ty khác nhau. Toà nhà được xếp hạng là di tích lịch sử, năm 1962.
• Hai khách sạn do kiến trúc sư Pierre-Louis Moreau-Desproux xây dựng dành cho chính ông và cho một người bạn của ông - Rouillé de l'Estang. Hai khách sạn này từng  được gọi là khách sạn Plessis-Bellière và khách sạn Cartier. Song đến năm 1901, chúng đã hợp nhất lại dưới sở hữu của Câu lạc bộ ô tô Pháp và tiếp đó năm 1912 được chỉnh sửa lại bởi kiến trúc sư Gustave Rives.
•  Khách sạn Crillon là một khách sạn đặc biệt sang trọng, thuộc một trong hai tòa nhà xây bằng đá giống hệt nhau cùng nằm trên quảng trường Concorde và đối xứng qua phố Royale. Đây là công trình do kiến trúc sư Louis-François Trouard thiết kế theo yêu cầu của vua Louis XV. Tòa nhà này đã được sửa lại thành một khách sạn sang trọng từng dành cho hoàng hậu Marie-Antoinette và tầng lớp quý tộc... Từ năm 1788, khách sạn thuộc sở hữu của bá tước François Félix de Crillon, trong thời kỳ Cách mạng Pháp nó bị chính quyền Cách mạng tịch thu. Đến năm 1907, khách sạn được trả lại cho gia đình bá tước Crillon. Sau này, khách sạn Crillon thuộc hệ thống Concorde Hotels, một phần của Société du Louvre. Nơi đây còn lưu lại tấm bảng kỷ niệm sự kiện Hội nghị Hòa bình Paris đã diễn ra tại đây từ ngày 3 tháng 2 đến ngày 11 tháng 4 năm 1919, với sự tham dự của nguyên thủ các nước "Tứ cường" như: Tổng thống Hoa Kỳ Woodrow Wilson, David Lloyd George (Anh quốc), George Clemenceau (Pháp), Vittorio Orlando (Italia) cùng các nhà ngoại giao thuộc hơn 32 quốc gia và dân tộc. Hội nghị hòa bình Paris, đã dẫn đến sự ra đời của Hội Quốc Liên vào ngày 10 tháng 1 năm 1920.
Dự định của Gabriel, theo các bức thư của ông ngày 21 tháng 6 năm 1757 và 30 tháng 10 năm 1758 (vẫn còn tồn tại đến nay) ghi rõ hướng dẫn rằng các tòa nhà góc đông bắc và tây bắc của quảng trường phải được xây dựng theo nguyên tắc tương tự:
•Tòa nhà góc đông bắc, phía đường Saint-Florentin, là khách sạn Talleyrand hay Saint-Florentin (nay là đại sứ quán Hoa Kỳ) là một tác phẩm của kiến trúc sư Jean-François-Thérèse Chalgrin.
•Tòa nhà góc tây bắc, phía đường Boissy d'Anglas, làm nhà kho chứa đá cẩm thạch tới năm 1775 thì bị phá dỡ. Mảnh đất sau đó được nhượng lại cho vị quan thầu thuế Laurent Grimod de La Reynière để xây một tòa nhà tương tự khách sạn Saint-Florentin, tòa nhà này được biết dưới tên khách sạn Grimod de La Reynière. Sau khi bị biến dạng bởi một loạt những sửa đổi, tòa nhà đã bị phá đi để xây lại phỏng theo phong cách cổ điển mới giữa những năm 1931 và 1933 nhằm làm trụ sở đại sứ quán Hoa Kỳ - tác giả là hai kiến trúc sư William Delano và Victor Laloux.

## Quy hoạch và giao thông
Được giới hạn bởi sông Seine, vườn Tuileries, hai tòa nhà khách sạn và đầu đại lộ Champs-Elysées, Concorde là một quảng trường có không gian mở lớn gần như tối đa với nhiều khoảng không xanh xung quanh đối lập hẳn với kiểu không gian khép kín của các quảng trường cổ hơn. Ngoài ra, quảng trường còn la giao điểm của hai trục chính rất quan trọng:
- Trục Axe historique theo hướng Đông-Tây, với góc nhìn hoàn hảo từ Louvre qua vườn Tuileries, dọc theo Champs-Elysées tới Khải Hoàn Môn và xa nữa là tòa Grande Arche của khu La Défense.
- Trục thứ hai là trục Bắc-Nam, từ tòa nhà Palais Bourbon, băng qua sông Seine bằng cầu Concorde, dọc theo phố Royale xuyên qua giữa hai tòa nhà của quảng trường và tới nhà thờ Madeleine.
Về mặt giao thông, quảng trường là nơi có mật độ giao thông khá cao do đặc điểm là điểm tiếp nối giữa những trục đường chính như đại lộ Champs-Elysées, phố Rivoli, phố Royale, kè Geogres-Pompidou, Tuileries... Các phương tiện giao thông công cộng đi qua quảng trường bao gồm có xe buýt và tàu điện ngầm.
- Các tuyến buýt: 84, 94, 42, 72, 73, 24.
- Các tuyến tàu điện ngầm: 1, 8, 12

| Métro Paris | Bến tàu điện ngầm: Concorde |